# جريدة الاقتصادية
جريدة الاقتصادية هي جريدة تهتم بالمجال الاقتصادي في السعودية والشرق الأوسط، انطلقت في شهر ديسمبر عام 1992 في الرياض، وهي صحيفة يومية ناطقة باللغة العربية، تركز بصورة خاصة على الأخبار الاقتصادية والتجارية والتحليل. وتقدم الصحيفة التغطية الإخبارية إضافة إلى البحث والتحليل والتعليق على الأحداث الاقتصادية، والتجارية المحلية، والإقليمية، والدولية. وتتمم الصحيفة تغطيتها للأخبار التجارية والاقتصادية الإقليمية بمقتطفات مترجمة من مطبوعات تجارية دولية رائدة، من بينها فاينانشال تايمز، وهارفارد بزنيس ريفيو، وانسايد، وفرانكفورتر. وتستهدف الصحيفة بصورة خاصة المختصين في الحقل الاقتصادي والمالي، والمستثمرين، وكبار موظفي الحكومة في السعودية ودول مجلس التعاون الخليجي. وتشرع الصحيفة في إضافة المزيد، وتوسعة تغطيتها الجغرافية لتشمل دول مجلس التعاون الخليجي، من أجل توسعة قاعدة قراء الصحيفة. ونظراً لكونها الصحيفة السعودية والإقليمية اليومية التي تركز حصرياً على الأخبار الاقتصادية والتجارية وتقوم بتحليلها، فإن صحيفة الاقتصادية تعتبر في الوقت الراهن الصحيفة اليومية الوحيدة المتخصصة في الأخبار المالية والتجارية في المملكة.
في تصنيف مجلة فوربس للجرائد الأكثر شهرة كانت الاقتصادية الثانية سعودياً والثامنة عربياً. 

## عن الصحيفة
- تعد الصحيفة واحدة من أهم المطبوعات والعلامات التجارية للشركة السعودية للأبحاث والنشر والتي تشمل صحيفة الشرق الأوسط اللندنية وصحيفة الرياضية.[3]
- في 24 يونيو 2024م أطلقت صحيفة الاقتصادية موقعها الإلكتروني المطوّر.[4]

## أقسام الجريدة
تشتمل الجريدة على عدة أبواب أهمها أخر الأخبار وأسواق المال وفاينانشيال تايمز (التي تحتوي على أهم المقالات والأخبار المترجمة والواردة عن تلك الجريدة العالمية) وتقارير محلية وعقارات.

## رؤساء التحرير
| رئيس التحرير                   | الفترة                     | المصدر                     |
| ------------------------------ | -------------------------- | -------------------------- |
| محمد البيشي (مكلف)             | 17 يناير 2024م - إلى الآن  | [ 5 ]                      |
| عبد الرحمن بن عبد الله المنصور | يوليو 2014 - 17 يناير 2024 | [ 6 ] [ 7 ]                |
| سلمان يوسف الدوسري             | أكتوبر 2011 - يوليو 2014   | [ 8 ]                      |
| عبد الوهاب محمد الفايز         | يوليو 2003 - أكتوبر 2011   | [ 9 ] [ 10 ]               |
| محمد التونسي                   | 1992 – 2003                | هو أول رئيس تحرير للصحيفة. |

## الجوائز والإنجازات
جائزة المنتدى السعودي للإعلام (مسار الفنون الرقمية في المجال الإعلامي) عام 2024م.

## كُتَّاب الجريدة
نشر في الجريدة كُتَّابٌ برز منهم محمود نديم نحاس الذي كتب في الاقتصادية الإلكترونية قرابة 132 مقالة.